# Arrest RuneScape
Het RuneScape-arrest (HR 31 januari 2012, NJ 2012/536) is een arrest van de Hoge Raad der Nederlanden van 31 januari 2012 dat betrekking heeft op de uitleg van het bestanddeel 'enig goed' in artikel 310 van het Nederlands Wetboek van Strafrecht (diefstal) in relatie tot virtuele voorwerpen in de MMORPG RuneScape.

## Feiten en procesverloop
Uit de verklaringen van de medeverdachte en de aangifte van het slachtoffer volgt de volgende feitenweergave.
Het 13-jarige slachtoffer, de verdachte en zijn medeverdachte spelen allemaal het spel RuneScape. Op 6 september 2007 fietst het slachtoffer (die verder 'P.' genoemd wordt) naar huis. Verdachte en medeverdachte komen naast hem fietsen en dwingen hem mee te gaan naar de woning van medeverdachte te Leeuwarden. P. wordt door de verdachten gedwongen mee te lopen naar een slaapkamer, en hem wordt verstaan te gegeven om geld en goederen van zijn RuneScape-account over te zetten naar het account van verdachte. Als hij weigert beginnen beide verdachten hem tegen de grond te werken en tegen het hoofd en de borstkas te slaan en te schoppen. Ze bedreigen hem onder toevoeging van de woorden "ik maak je dood" en nemen hem in een wurggreep. Terwijl verdachte op het spel inlogt via de computer in de slaapkamer moet P. onder bedreiging op zijn eigen account inloggen via een computer in de woonkamer. Hierna wordt hij van zijn stoel getrokken en opnieuw toegetakeld. Verdachte zet vervolgens het geld en de goederen van P.'s account over naar zijn eigen account. Hierna wordt P. het huis uit gezet.
Verdachten worden de volgende dag aangehouden. Na overleg met de officier van justitie draagt verdachte de gestolen voorwerpen via een computer op het politiebureau te Leeuwarden weer over aan het slachtoffer.
Verdachte wordt primair diefstal met geweld (art. 310 jo. 312 Sr), subsidiair mishandeling en/of bedreiging (art. 300 Sr) tenlastegelegd, alle in vereniging gepleegd. De rechtbank veroordeelt hem in eerste aanleg voor het plegen van diefstal met geweld, in vereniging gepleegd, tot 160 uur werkstraf en een voorwaardelijke jeugddetentie voor de duur van vier weken. De veroordeling was een unicum in Nederland. Anno 2015 is het slechts in één andere zaak tot een veroordeling gekomen voor diefstal van virtuele goederen: in 2009 werden een verdachte en zijn twee medeverdachten veroordeeld voor computervredebreuk en diefstal van virtuele goederen wegens het stelen van voorwerpen uit het spel Habbo Hotel. Verdachte gaat in hoger beroep.

## Beoordeling door het Hof
Het standpunt van de verdediging in hoger beroep is dat de virtuele amulet en het masker niet als 'enig goed' in de zin van artikel 310 Sr kunnen worden beschouwd, omdat ze tastbaar noch stoffelijk zijn en bovendien geen waarde vertegenwoordigen in het economisch verkeer.
Het Hof beoordeelt dit als volgt:

De gedachte dat aan de eis van stoffelijkheid moet zijn voldaan wil een goed binnen de reikwijdte van genoemd artikel vallen is reeds sedert het Elektriciteitsarrest uit 1921 verlaten. Dat elektriciteit een vermogensobject met een gebruikswaarde betrof – en betreft – werd door de Hoge Raad destijds van grotere betekenis geacht voor het antwoord op de vraag of het al dan niet om een voor diefstal vatbaar goed ging, dan het onstoffelijke karakter ervan. Gaandeweg is in de jurisprudentie ook het economisch waardebegrip steeds verder gerelativeerd en gesubjectiveerd. Relevant is vooral of het goed voor de bezitter ervan waarde heeft. In de thans ter beoordeling staande zaak is evident dat het bezit van de virtuele goederen en te behalen punten uiterst begerenswaardig is voor aangever, verdachte en de medeverdachte.
De – destijds 13-jarige – aangever heeft in dit verband verklaard, zakelijk weergegeven: 'Ik ben erg rijk op RuneScape en omdat ik rijk ben, ben ik ook heel sterk. Ik ben heel sterk met verschillende wapens en bijna niet te verslaan. Vanwege mijn grote bezit op RuneScape verander ik bijna iedere drie dagen mijn wachtwoord, omdat ik bang ben dat iemand mij 'hackt'. De medeverdachte N. heeft verklaard: 'P. (de aangever) had een paar dagen geleden geluk gehad, want hij had spullen gevonden van een dode man en die man was heel rijk en had dus veel waardevolle spullen. Ik werd daar eigenlijk wel jaloers van.' Hieruit kan worden afgeleid dat voor aangever, verdachte en zijn medeverdachte hun in het spel opgebouwde bezittingen reële waarde hebben, die hen kan worden afgenomen. Het hof stelt vast dat het hier gaat om in de loop van het spel ontstane waarden, die door inspanning en tijdsinvestering zijn verworven of zijn te verwerven.
Het hof komt op grond van een en ander tot de conclusie dat redelijke wetsuitleg meebrengt, dat de hier bedoelde virtuele voorwerpen worden aangemerkt als een goed in de zin van artikel 310 van het Wetboek van Strafrecht. Relevant is voorts dat de spelregels van RuneScape niet voorzien in een wijze van verwerving van deze goederen als in casu is geschied. De wegnemingshandeling is gepleegd buiten de context van het spel. Het gaat derhalve niet om virtuele handelingen binnen een virtuele wereld, maar om feitelijke handelingen waardoor een virtuele wereld wordt beïnvloed.
— Hof Leeuwarden (cursief door red.)

De verdediging voert verder aan dat er geen sprake is van eigendom of bezit van de goederen, maar slechts van een gebruikersrecht daarop. Het spel, en alles wat daar binnen gebeurt, blijft toebehoren aan Jagex, aldus de verdediging.
Volgens het Hof geeft de verdediging hiermee een te beperkte invulling aan het begrip 'toebehoren' zoals dat wordt gebruikt in artikel 310 Sr:

Het hof stelt vast dat [P.] binnen het spel de feitelijke en exclusieve heerschappij had over de goederen. Alleen hij kon, door in te loggen op zijn RuneScape-account, bij de door hem verworven amulet en het masker komen en daarover beschikken. In strafrechtelijke zin behoorden de in het geding zijnde goederen toe aan [P.]. Hij is door de diefstal getroffen in het ongestoorde genot van de beschikkingsmacht die hij bij uitsluiting van een ander over die goederen had.
Dat het spel RuneScape vanzelfsprekend een eigenaar en/of beheerder heeft, acht het hof in het verband van deze strafzaak niet relevant. Zo is een paspoort onbetwist eigendom van de Staat der Nederlanden, maar kan dit document wel degelijk door middel van diefstal uit de beschikkingsmacht van de houder geraken.
Voorts stelt het hof vast dat in deze zaak is voldaan aan een andere jurisprudentiële voorwaarde voor diefstal, inhoudende dat de goederen door toedoen van verdachte uit de beschikkingsmacht van aangever moeten zijn geraakt en in die van verdachte zijn gekomen. Dit ligt anders, zo heeft de Hoge Raad uitgemaakt, ten aanzien van het ontvreemden van – bijvoorbeeld – software, computergegevens en een pincode, aangezien het goed daarbij niet uit de beschikkingsmacht van de aangever geraakt doch ongewenst ook in die van de ontvreemder. In die gevallen kan er dan ook niet worden gesproken van diefstal.
— Hof Leeuwarden

Op 10 november 2009 wijst het gerechtshof arrest in de zaak en vernietigt daarbij het vonnis van de rechtbank in verband met het uitsluiten van de door verdachte bij de politie afgelegde verklaringen na een geslaagd Salduz-verweer. Opnieuw recht doende veroordeelt het de verdachte tot dezelfde straf voor het begaan van hetzelfde feit. Verdachte tekent cassatie aan bij de Hoge Raad.

## Beoordeling door de Hoge Raad
In cassatie poneert de verdediging opnieuw de stelling dat de virtuele amulet en het virtuele masker die hij gestolen zou hebben niet zijn aan te merken als 'goed' in de zin van art. 310 Sr. Daartoe voert de verdediging drie klachten aan. De eerste is dat een virtueel object niet 'echt' bestaat: het is slechts de weergave van bits en bytes en dus een illusie. De Hoge Raad verwerpt deze klacht:

De virtuele aard van deze objecten staat op zichzelf niet eraan in de weg deze aan te merken als goed in de zin van art. 310 Sr. Het dienovereenkomstige oordeel van het Hof geeft geen blijk van een onjuiste rechtsopvatting en is toereikend gemotiveerd, mede in aanmerking genomen dat het Hof met betrekking tot deze objecten heeft vastgesteld dat "voor aangever, verdachte en zijn medeverdachte hun in het spel opgebouwde bezittingen reële waarde hebben, die hen kan worden afgenomen" en "dat het hier gaat om in de loop van het spel ontstane waarden, die door inspanning en tijdsinvestering zijn verworven of zijn te verwerven" en dat de aangever binnen het spel over die objecten "de feitelijke en exclusieve heerschappij" had en hij door het handelen van de verdachte en zijn mededader de beschikkingsmacht over deze objecten is verloren.
— R.o. 3.6.1

De tweede klacht bevat de stelling dat een virtueel object als loutere weergave van computerdata onder het begrip 'gegevens' valt, zoals omschreven in artikel 80quinquies Sr. De Hoge Raad verwerpt de klacht, omdat "de enkele omstandigheid dat een object ook eigenschappen heeft van gegevens in de zin van art. 80quinquies Sr [niet meebrengt] dat dit object reeds daarom niet meer als goed in de zin van art. 310 Sr kan worden aangemerkt" (r.o. 3.6.2)
De derde klacht verwijst naar de context van het spel. Volgens de verdediging draait het spel juist om het wegnemen van het 'bezit' van de andere speler, om zo de eigen avatar sterker te maken. Deze klacht ziet op het bestanddeel 'wederrechtelijke toe-eigening' in artikel 310 en wordt ook verworpen, omdat de klacht afstuit op 's hofs vaststelling dat "de spelregels niet voorzien in de door de verdachte en zijn mededader gevolgde wijze van wegnemen" (r.o. 3.6.3).
Het middel faalt. Wel vernietigt de Hoge Raad het arrest van het hof om het aantal uren werkstraf in te korten in verband met het overschrijden van de redelijke termijn als bedoeld in art. 6, eerste lid, van het Europees Verdrag voor de Rechten van de Mens (EVRM), omdat er zestien maanden zaten tussen het instellen van het cassatieberoep en het wijzen van het arrest. De werkstraf wordt teruggebracht naar 144 uren.

## Kritische reacties
Het arrest van de Hoge Raad en de daaraan voorafgaande uitspraken van rechtbank en hof zijn in de literatuur bekritiseerd.
Advocaat Yehudi Moszkowicz, wiens artikel in het tijdschrift Strafblad door de verdediging in cassatie werd aangehaald ter ondersteuning van het standpunt dat virtuele voorwerpen geen goederen zijn, betoogt dat 'virtuele' goederen non-existent zijn. Volgens Moszkowicz zijn 'virtuele goederen' een illusie omdat ze slechts bestaan uit 'bits en bytes'. Moszkowicz betoogt dat het feitelijk onmogelijk is 'virtuele goederen' te stelen.
Moszkowicz gaat zelfs zo ver om te zeggen dat het analogieverbod van artikel 1 van het Wetboek van Strafrecht en artikel 7 van het EVRM wordt geschonden door de regels van de 'analoge' wereld toe te passen op de digitale. Nico Keijzer bestrijdt deze stelling in zijn noot onder het arrest. Volgens hem kan deze ruime interpretatie van artikel 310 worden aangemerkt als "redelijkerwijze te voorzien en consistent with the essence of the offence". Zelfs kleine kinderen weten dat speelgoed van een ander afpakken niet mag, aldus Keijzer.
Later verscheen nog een artikel van Moszkowicz over dit onderwerp in het tijdschrift Computerrecht. Dat artikel was een reactie op een eerder geplaatst stuk in hetzelfde blad waarin door de auteurs werd betoogd dat 'virtuele goederen' door het hof in de Runescape-zaak gelijk waren gesteld met computergegevens. Moszkowicz verwijst in zijn artikelen naar het Computergegevensarrest uit 1996, waarin de Hoge Raad bepaalde dat computergegevens niet onder het begrip 'goed' vallen, omdat zij een "multiple" karakter hebben en niet aan de rechthebbende onttrokken kunnen worden. Zij kunnen namelijk op hetzelfde tijdstip aan meerdere personen ter beschikking staan.
Bert-Jaap Koops, hoogleraar regulering van technologie aan de Tilburg Institute for Law, Technology and Society, betoogt dat het RuneScape-arrest wellicht zo moet worden geïnterpreteerd dat het een aanvulling is op het Computergegevensarrest: waar in deze laatste niet zozeer gezegd is dat gegevens geen goed kúnnen zijn, maar dat ze dat normaliter niet zijn, is het RuneScape-arrest een voorbeeld van een casus waarin gegevens soms wel een goed zijn. Volgens hem is niemand gediend met een verwatering van het strafrechtelijke onderscheid tussen gegevens enerzijds en goederen anderzijds. Het wegnemen was ook te kwalificeren als computervredebreuk gevolgd door het overnemen van gegevens en gegevensaantasting, aldus Koops. Een systematisch onderscheid blijft volgens hem zinvol om te maken, omdat gegevens andere eigenschappen hebben.
Klaas Rozemond bekritiseert de conclusie van advocaat-generaal Ebe Hofstee, waarin een sterke analogie met het Elektriciteitsarrest verdedigd wordt. Hofstee betoogt dat een virtueel object zoals in deze casus een zelfstandig bestaan en vermogenswaarde heeft. Dit laatste blijkt volgens hem uit het feit dat deze buiten het spel worden verhandeld, bijvoorbeeld op eBay. Rozemond brengt daartegen in dat de objecten buiten het spel niet kunnen bestaan. Overdracht buiten het spel is volgens hem een relevant verschil met elektriciteit. Bovendien wordt de handel in objecten uit het spel door de gebruiksvoorwaarden verboden. Volgens Rozemond wordt door de objecten als goederen aan te merken de illegale handel in deze voorwerpen beschermd, en worden daarmee de belangen van overige spelers en Jagex geschaad. Een laatste verschil met elektriciteit is volgens Rozemond dat de virtuele voorwerpen eigendom blijven van de aanbieder, Jagex. Keijzer, daarentegen, vindt dat een onderscheid gemaakt moet worden tussen de privaatrechtelijke eigendom en het onderdeel 'toebehoren' in artikel 310 Sr. Civielrechtelijke vragen worden door dit arrest niet beïnvloed, aldus Keijzer. Volgens Rozemond is de cruciale gedraging niet diefstal, omdat een van de doelen van het spel nu juist is om spullen van andere gebruikers te 'stelen', maar het opzettelijk en wederrechtelijk binnendringen in een virtueel spel door middel van het doorbreken van een beveiliging, het gebruiken van een valse sleutel of het aannemen van een valse hoedanigheid (art. 138ab, eerste lid, Sr: computervredebreuk). Hij trekt dit in het absurde door, door een vergelijking te maken met een fictief spel dat hij CrimeScape noemt: een spel waarin het wegnemen van (virtuele) goederen slechts mag plaatsvinden met inachtneming van de geldende privaatrechtelijke en strafrechtelijke rechtsregels. Virtueel inbreken, overvallen en zakkenrollen is mogelijk, maar volgens de spelregels niet toegestaan. Volgens Rozemond leidt het RuneScape-arrest ertoe dat een speler van een dergelijk spel succesvol aangifte zouden kunnen doen van diefstal wanneer een andere speler virtueel, maar in strijd met de spelregels, voorwerpen van hem 'steelt'.